# Vouillé (Vienne)
Vouillé ist eine französische Gemeinde mit 3.707 Einwohnern (Stand 1. Januar 2022) am Ufer des Flusses Auxance in der Nähe von Poitiers im Département Vienne, Region Nouvelle-Aquitaine. Sie gehört zum Kanton Vouneuil-sous-Biard.

## Wappen
Beschreibung: In Blau drei im Dreieck angeordnete goldene Lilien, die untere in der Mitte der goldenen Majuskeln S und R.

## Geschichte
Im Jahre 507 soll hier die Schlacht von Vouillé (Proelium Vogladense) stattgefunden haben, in der der Frankenkönig Chlodwig die Westgoten besiegte.
Allerdings wird auch die Ansicht vertreten, dass der Ort der Schlacht nicht Vouillé, sondern Voulon war. Während Vouillé circa 15 km nordwestlich von Poitiers liegt, befindet sich Voulon circa 16 km südlich von Poitiers.
Die Entfernung des Schlachtfelds von Poitiers wird bei Gregor von Tours mit 10 Meilen angegeben („in campo Vogladense decimo ab urbe Pictava miliario“).
1831 fiel bei Vouillé ein rund 20 Kilogramm schwerer Steinmeteorit und wurde als L6-Chondrit klassifiziert.
| Bevölkerungsentwicklung | Bevölkerungsentwicklung | Bevölkerungsentwicklung | Bevölkerungsentwicklung | Bevölkerungsentwicklung | Bevölkerungsentwicklung | Bevölkerungsentwicklung | Bevölkerungsentwicklung |
| ----------------------- | ----------------------- | ----------------------- | ----------------------- | ----------------------- | ----------------------- | ----------------------- | ----------------------- |
| Jahr                    | 1962                    | 1968                    | 1975                    | 1982                    | 1990                    | 1999                    | 2009                    |
| Einwohner               | 1414                    | 1456                    | 1788                    | 2380                    | 2574                    | 2774                    | 3498                    |

## Gemeindepartnerschaften
Seit 1987 sind Braunsbach in Deutschland und seit 2005 die spanische Gemeinde Molina de Aragón in Kastilien-La Mancha Partnergemeinden von Vouillé.

## Persönlichkeiten
- Raoul Mortier (1881–1951), Pädagoge, Romanist, Mediävist und Lexikograf